# Pleocoma australis
Pleocoma australis is een keversoort uit de familie Pleocomidae. De wetenschappelijke naam van de soort is voor het eerst geldig gepubliceerd in 1911 door Fall.